# Vernon Islands
Vernon Islands är öar i Australien. De ligger i territoriet Northern Territory, omkring 47 kilometer nordost om territoriets huvudstad Darwin.
Savannklimat råder i trakten. Genomsnittlig årsnederbörd är 1 755 millimeter. Den regnigaste månaden är januari, med i genomsnitt 447 mm nederbörd, och den torraste är juli, med 1 mm nederbörd.